# القائمة العربية للبدو والفلاحين
القائمة العربية للبدو والفلاحين (بالعبرية: רשימה ערבית לבדואים וכפריים‏)، Reshima Aravit LeBedouim VeKfariym، كانت قوائم عربية في إسرائيل.

## الخلفية
تم إنشاء القائمة في الفترة التي سبقت انتخابات عام 1973 كحزب عربي إسرائيلي مرتبط بحزب معراخ الحاكم. تجاوز الحزب الجديد الحد الأدنى للانتخابات، في رئاسة حماد أبو ربيعة، وحصل على 1% من الأصوات كما حصل على مقعد واحد في الكنيست وقد حصل عليه أبو ربيعة.
في 26 فبراير 1974، اندمج الحزب في معراخ مع الطرف العربي الإسرائيلي الآخر المرتبط بمعراخ، التقدم والتنمية. في 4 يناير 1977، غادر أبو ربيعة معراخ وأعاد تأسيس القائمة العربية للبدو والفلاحين. في 8 مارس اندمجت القائمة مع التقدم والتنمية لتشكيل القائمة العربية المتحدة. حصل الحزب الجديد على مقعد واحد في انتخابات عام 1977 والذي حصل عليه بالتناوب ثلاثة من أعضاء الحزب، بمن فيهم أبو ربيعة. ومع ذلك، في عام 1981 اغتيل ربيعة من قبل أبناء منافس الحزب جبر معدي لرفضه الالتزام باتفاقية التناوب.

## روابط خارجية
- موقع القائمة العربية للكنيسة البدوية والقروية